# Барятинский, Иван Михайлович Чёрмный
Иван Михайлович Барятинский — князь, голова, воевода и наместник во времена правления Ивана IV Васильевича Грозного, Фёдора Ивановича и Бориса Годунова.

## Биография
Князь Иван Михайлович впервые упоминается «на службе у наряду» в 1567 году. Во время ливонской войны голова в полку левой руки стоявшем на Кашире (1575). Голова Передового полка в походе к Новгороду (1576). Дворянин московский, служил из выбора (1577). В 1580 году назначен вторым воеводою полка левой руки, затем (март 1581) состоя в той же должности, участвовал в удачном походе русского войска под Могилев, кончившемся победой под Шкловом. Вместе со своим 1-м воеводою князем Михаилом Ноздроватовым, по уходе из Ржева, были разбиты Радзивиллом, обратившись в бегство (1581). В 1582 году 2-й воевода в сторожевом полку войска, отправленного для усмирения восстания луговых черемис. При назначении воевод в полки в октябре 1584 года князь Иван Михайлович назначен ниже M. A. Безнина и бил на него челом государю об отечестве. Второй воевода левой руки в Новгородском походе против шведов (сентябрь 1585), в том же году собирал людей в Гдове. В феврале 1589 года назначен третьим воеводою в Большой полк плавной рати, но вследствие возникших местнических споров, был отставлен и послан воеводою в Чебоксары.
В 1590 году в звании дворянина и наместника козельского отправлен послом на съезд с датскими послами (где-то между Колой и Вардё (Варгав) для «сыска старых рубежей» в Лапландии между Россией и Данией. Наши послы «были уже от Колы близко, а замешкали затем, что один посол князь Иван разболелся, а се на море было нестроенье великое, ветры противные». Датские послы, не дождавшись русских, уехали из Варде, и съезд не состоялся. Подписался в грамоте по избрании Бориса Годунова на царство (1 августа 1598). Воевода в Берёзове в 1601 году.